# 新潟県道298号押廻加治線
新潟県道298号押廻加治線（にいがたけんどう298ごう おしまわしかじせん）は、新潟県新発田市内を通る一般県道である。

## 概要

### 路線データ
- 起点：新潟県新発田市押廻（新潟県道21号新発田紫雲寺線交点）
- 終点：新潟県新発田市下中（新潟県道390号加治停車場上館線交点）

## 歴史
- 不明：県道に指定
- 1969年（昭和44年）10月11日：北蒲原郡加治川村大字下中字屋敷居417の3番地から新発田市大字下中字大井川向885番地までの道路区域を変更し供用開始[1]。
- 1970年（昭和45年）11月4日：北蒲原郡加治川村大字押廻字土居下52の1番地から同郡同村大字押廻字土居下63番地までの道路区域を変更し供用開始[2]。
- 不明：路線再編に伴い『押廻加治停車場線』から『草荷加治停車場線』となる。
- 1995年（平成7年）4月1日：路線再編に伴い県道298号線は『草荷加治停車場線』から『押廻加治線』となる[3]。
- 2009年（平成21年）4月17日：新発田市向中条2715番から同市向中条2686番までの道路区域を変更し供用開始[4]。

## 地理

### 通過する自治体
- 新潟県新発田市

### 接続する道路
- 新潟県道21号新発田紫雲寺線（起点：新発田市押廻）
- 新潟県道390号加治停車場上館線（終点：新発田市下中）

### 周辺
- JR東日本羽越本線加治駅
- 国道7号
- 新発田市立七葉中学校
- 新発田信用金庫加治支店
- JA北越後加治支店
- 加治駅前郵便局
- 加治郵便局
- ひらせいホームセンター新発田加治店
- タイヤガーデン五月女
- 加治川

## その他
- 路線名の「加治」は、終点付近の旧自治体名（新潟県北蒲原郡加治村）に由来する。